# Vespadelus douglasorum
Vespadelus douglasorum là một loài động vật có vú trong họ Dơi muỗi, bộ Dơi. Loài này được Kitchener mô tả năm 1976.